# Petru (Pruteanu)
Petru (světským jménem: Mihail Pruteanu; * 15. prosince 1979 Corlăteni) je moldavský duchovní Ruské pravoslavné církve, biskup caffský a vikář patriarchálního exarchy Západní Evropy.

## Život
Narodil se 15. prosince 1979 ve vesnici Corlăteni rajónu Rîșcani. Pokřtěn byl 14. ledna 1980 v chrámu svatého Mikuláše v Bălți.
V letech 1990–1995 studoval na hudební škole lidové dechové nástroje. Roku 1997 dokončil střední školu v jeho rodné vesnice. Poté byl přijat na bohosloveckou fakultu Jasyjské univerzity (Rumunsko).
V březnu 2001 byl přijat do monastýru Třech světitelů v Jasy. Dne 21. prosince 2002 byl postřižen na monacha se jménem Petru na počest svatého Petra Mohyly.
V červenci 2003 se vrátil do své rodné země a byl přijat do monastýru Narození ve vesnici Zăbriceni.
Dne 4. srpna 2003 byl biskupem edinețským a bricenijským Dorimedontem (Cecanem) rukopoložen na hierodiakona a 5. října na jeromonacha. Stejného roku se stal kandidátem na fakultě liturgiky Pravoslavné humanitní univerzity svatého Tichona.
Roku 2005 začal studovat na Kyjevské duchovní akademii, kde 30. března 2006 obhájil kandidátskou práci teologie.
V letech 2003–2006 přednášel na Edinețském duchovním učilišti a poté liturgiku na Kišiněvském duchovním semináři.
Roku 2008 byl povýšen na igumena a bylo mu uděleno právo nosit epigonation.
Od října 2011 do července 2012 absolvoval stáž na Aristotelově univerzitě v Soluni. Volný čas trávil v monastýru Simonopetra na Athosu.
V červenci 2012 byl přijat na misijní činnost v Portugalsku. V červenci 2014 byl převeden do kléru chersonésoské eparchie a jmenován duchovním farnosti svatého Jana Zlatoústého v Cascais.
Roku 2018 byl jmenován duchovním Portugalského blahočiní.
Roku 2021 prošel nostrifikací diplomu kandidáta teologie na doktora teologie. V červnu 2022 se stal docentem na fakultě východní liturgie Portugalské katolické univerzity.
Dne 13. října 2022 jej Svatý synod zvolil biskupem caffským a vikářem patriarchálního exarchy Západní Evropy. Dne 16. října 2022 byl povýšen na archimandritu.
Dne 5. listopadu 2022 byl oficiálně jmenován biskupem a 27. listopadu proběhla v chrámu Narození přesvaté Bohorodice na Kuliškách (Moskva) jeho biskupská chirotonie. Světiteli byli patriarcha moskevský Kirill, metropolita krutický a kolomenský Pavel (Ponomarjov), metropolita volokolamský Antonij (Sevrjuk), arcibiskup chersonésoský a západoevropský Nestor (Sirotěnko) a arcibiskup vladikavkazský a alanský Gerasim (Ševcov).